# Gianfranco Cecchele
Gianfranco Cecchele (Galliera Veneta, 25 giugno 1938 – Galliera Veneta, 12 dicembre 2018) è stato un tenore italiano.

## Biografia

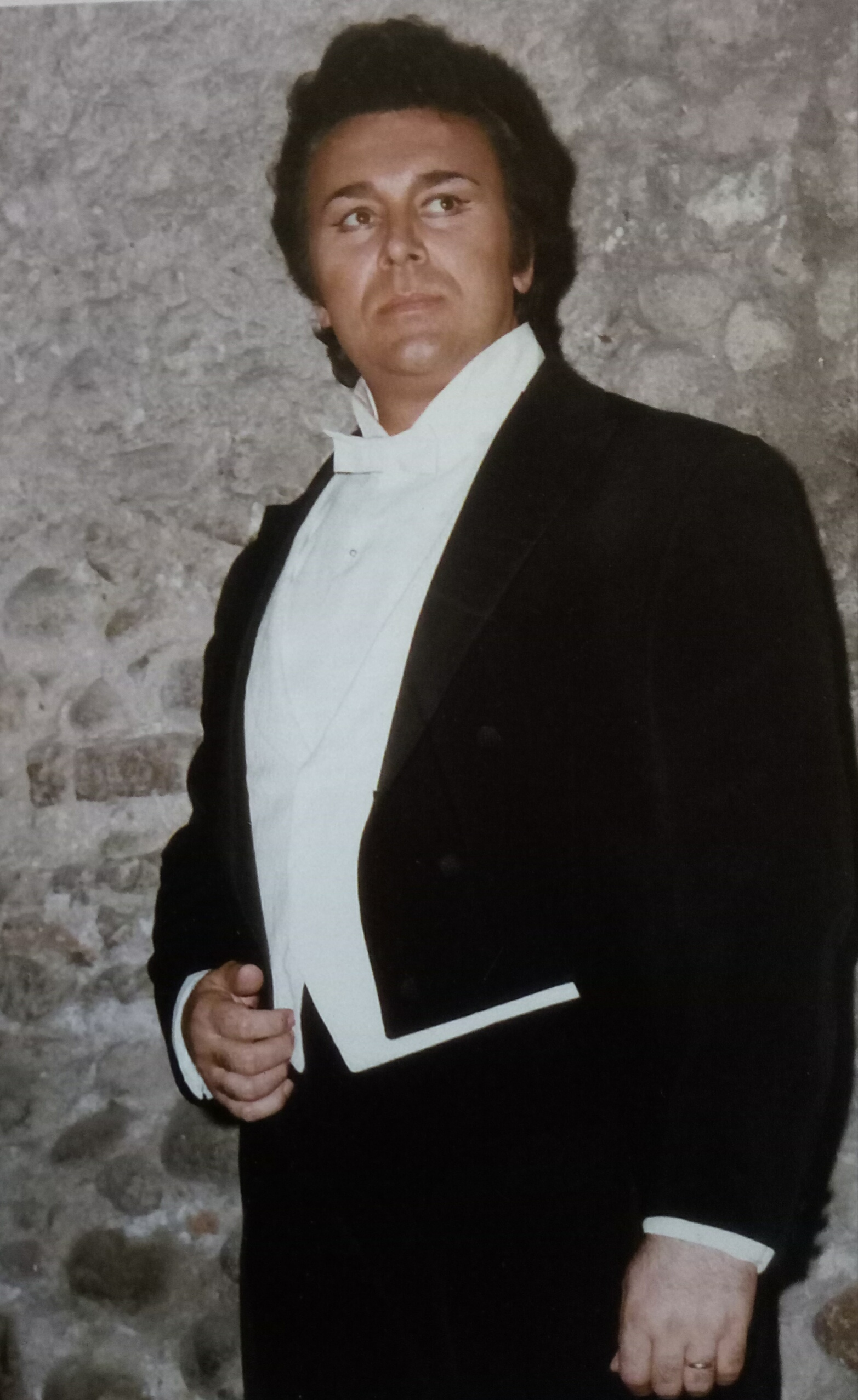
Il tenore Gianfranco Cecchele nel 1979

Da ragazzo, pur interessato al canto, si proponeva di diventare pugile, ma l'opposizione del padre gli impedì di intraprendere questa carriera. Appassionatosi all'opera lirica, la sua voce venne apprezzata dal maestro Marcello Del Monaco, che nel 1962 lo iniziò seriamente allo studio. Dopo pochi mesi di lezioni, nel 1963, si aggiudicò un concorso indetto dal Teatro Nuovo di Milano.
Il 5 marzo 1964 debuttò al Teatro Bellini di Catania ne La Zolfara di Giuseppe Mulè. Nei mesi successivi apparve al Teatro alla Scala nel Rienzi di Wagner al fianco di Giuseppe di Stefano; quindi a Roma e alla Fenice di Venezia nell'Aida.
Nel 1965 interpretò Norma all'Opéra di Parigi accanto a Maria Callas e Giulietta Simionato, regia di Franco Zeffirelli.
Nello stesso anno fu Radames in Aida e Pollione in Norma alla Scala.
La vocalità prorompente conquistò presto le platee di tutto il mondo e Cecchele accettò di cantare fin da subito le opere più impegnative del repertorio verdiano e verista; memorabile il film della Cavalleria rusticana di Mascagni prodotto dal Teatro alla Scala e diretto da Karajan per la regia di Strehler.
Nel 1969, in seguito a ripetute tonsilliti, fu costretto ad un intervento per asportare le tonsille, con la conseguente interruzione dell'attività professionale per 9 mesi. Nei primi cinque anni di carriera, tra il 1964 e il 1969, aveva effettuato 269 recite.
La ripresa fu lunga e sofferta, la rieducazione degli organi della voce richiedendo tempo e costanza, ma già nel 1970 poté riprendere gli impegni e partecipare con grande successo ad una bellissima edizione cinematografica di Turandot con Birgit Nilsson e Georges Pretre; riprese quindi in pieno la carriera affrontando ruoli sempre molto impegnativi, come Otello a Bonn (1981); ha partecipato a numerosi programmi televisivi, come la serie C'è musica e musica di Luciano Berio e Una voce nel West a Cinecittà, a lui dedicata.

Nel 2001 si ricorda una sua applaudita esecuzione al Gala Verdiano presentato da Katia Ricciarelli e Pippo Baudo nel castello di Vigevano.

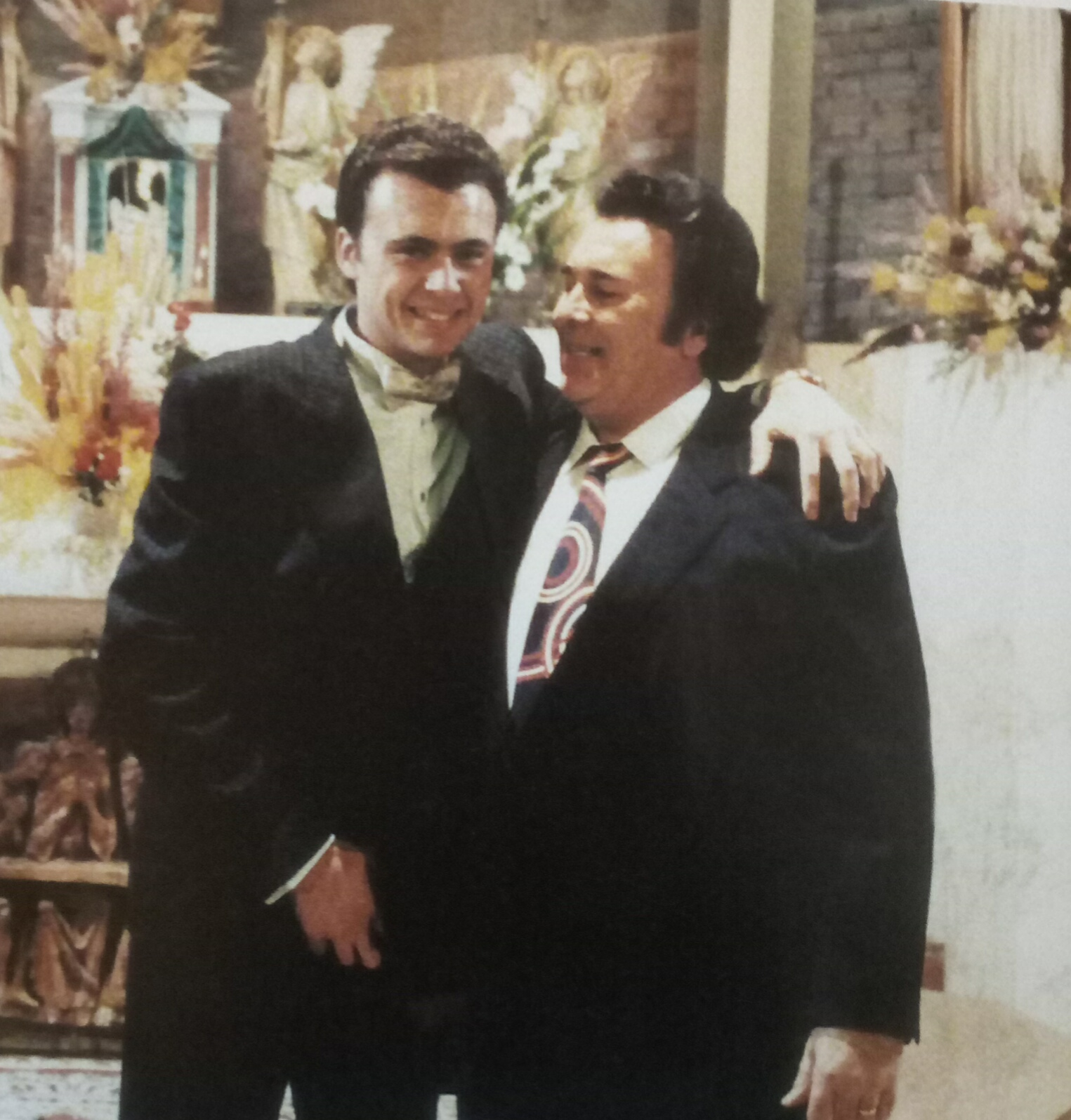
Il tenore Gianfranco Cecchele abbraccia il figlio Lorenzo dopo un loro concerto

Ha proseguito la carriera fino al 2012 (Pagliacci l'ultima opera in teatro nel 2006 più vari concerti fino al 2012), per un totale di 48 anni di carriera e circa 2000 recite nel mondo.
Ha ricevuto moltissimi premi (Verdi D'oro, Viotti d'oro, Diapason, Melvin Jones), in particolare due premi "Enrico Caruso", a Lastra a Signa (Firenze) e Milano. 
Il 2 agosto 2017 ricevette a Verona il premio alla carriera del Festival Internazionale Scaligero Maria Callas.
Nel 1967, ad appena 29 anni, è stato nominato Cavaliere della Repubblica Italiana.
La famiglia è sempre stata al primo posto nella sua vita, dal 1960 era unito in matrimonio alla moglie Antonia dalla quale ha avuto i 5 figli.
Di lui viene spesso ricordato, oltre al grande livello artistico, il carattere schietto e amante della correttezza e della giustizia, oltre a profondo amor di patria; celebre la battaglia condotta per l'istituzione di un sindacato degli artisti lirici (Analpi) che soprattutto tutelasse il lavoro dei cantanti italiani, e il contenzioso legale col Teatro alla Scala (amministrazione 1980) per inadempienze contrattuali e diffamazione, da lui vinto al 100% dopo 12 anni ma che ha "disturbato" notevolmente la sua carriera.
Era inoltre grande benefattore e fervido credente, nel 2006 partecipò a Totus Tuus, Primo Concerto in memoria di Papa Giovanni Paolo II nel Santuario di Loreto.
È morto dopo lunga malattia nella natia Galliera Veneta il 12 dicembre 2018.

## Repertorio
| Ruolo                | Titolo                  | Autore      |
| -------------------- | ----------------------- | ----------- |
| Pollione             | Norma                   | Bellini     |
| Walter               | Loreley                 | Catalani    |
| Maurizio di Sassonia | Adriana Lecouvreur      | Cilea       |
| Andrea Chénier       | Andrea Chénier          | Giordano    |
| Canio                | Pagliacci               | Leoncavallo |
| Turiddu              | Cavalleria rusticana    | Mascagni    |
| Enzo Grimaldo        | La Gioconda             | Ponchielli  |
| Des Grieux           | Manon Lescaut           | Puccini     |
| Mario Cavaradossi    | Tosca                   | Puccini     |
| Pinkerton            | Madama Butterfly        | Puccini     |
| Dick Johnson         | La fanciulla del West   | Puccini     |
| Luigi                | Il tabarro              | Puccini     |
| Calaf                | Turandot                | Puccini     |
| Licinio              | La Vestale              | Spontini    |
| Ismaele              | Nabucco                 | Verdi       |
| Ernani               | Ernani                  | Verdi       |
| Ovando               | Alzira                  | Verdi       |
| Foresto              | Attila                  | Verdi       |
| Macduff              | Macbeth                 | Verdi       |
| Arrigo               | La battaglia di Legnano | Verdi       |
| Arrigo               | I vespri siciliani      | Verdi       |
| Gabriele Adorno      | Simon Boccanegra        | Verdi       |
| Aroldo               | Aroldo                  | Verdi       |
| Don Alvaro           | La forza del destino    | Verdi       |
| Don Carlo            | Don Carlo               | Verdi       |
| Radamès              | Aida                    | Verdi       |
| Otello               | Otello                  | Verdi       |
| Adriano Colonna      | Rienzi                  | Wagner      |

## Discografia
- Norma, con Maria Callas, Fiorenza Cossotto, Ivo Vinco, dir. Georges Prêtre - dal vivo Parigi 1965 ed. Melodram/Eklipse
- Turandot, con Anna de'Cavalieri, dir. Ferruccio Scaglia, Coro e Orchestra RAI di Roma 1965
- Simon Boccanegra, con Giuseppe Taddei, Antonietta Stella, Giorgio Tozzi, dir. Giuseppe Patanè - dal vivo Monaco di Baviera 1966 ed. GDS/House of Opera
- Aida, con Virginia Zeani, Grace Bumbry, Giangiacomo Guelfi, Nikola Gjuzelev, dir. Fernando Previtali - dal vivo Napoli 1967 ed. Bongiovanni
- Alzira, con Virginia Zeani, Cornell MacNeil, Carlo Cava, dir. Franco Capuana - dal vivo Roma 1967 ed. Melodram/Gala
- Loreley, con Elena Suliotis, Rita Talarico, Piero Cappuccilli, dir. Gianandrea Gavazzeni - dal vivo La Scala 1968 ed. Arkadia
- Turandot (DVD), con Birgit Nilsson, Gabriella Tucci, Boris Carmeli, dir. Georges Prêtre - video-RAI 1968 ed. Legato/Encore
- Cavalleria Rusticana (DVD), con Fiorenza Cossotto, Adriana Martino, Giangiacomo Guelfi, Anna Di Stasio dir. Herbert von Karajan, Orch. e Coro del Teatro alla Scala, regia Giorgio Strehler - Deutsche Grammophon 1968
- La Gioconda, con Renata Tebaldi, Anselmo Colzani, Franca Mattiucci, Paolo Washington, dir. Lamberto Gardelli - dal vivo Napoli 1968 ed. Hardy Classic
- Attila, con Ruggero Raimondi, Antonietta Stella, Giangiacomo Guelfi, dir. Riccardo Muti - dal vivo RAI-Roma 1970
- I vespri siciliani, con Martina Arroyo, Sherrill Milnes, Bonaldo Giaiotti, dir. Thomas Schippers - dal vivo Rai-Roma 1970 ed. Myto
- Alzira, con Angeles Gulin, Mario Sereni, Ferruccio Mazzoli, dir. Maurizio Rinaldi - dal vivo RAI-Torino 1971 ed. HRE/Gala
- La battaglia di Legnano, con Rita Orlandi Malaspina, Mario Sereni, Mario Rinaudo, dir. Maurizio Rinaldi - dal vivo Milano-RAI 1973 ed. Opera Lovers
- Don Carlo, con Cesare Siepi, Angelo Romero, Martina Arroyo, Grace Bumbry, dir. Thomas Schippers - dal vivo Teatro dell’Opera di Roma 1974 ed. Opera Lovers
- Tosca, con Gwyneth Jones, Gabriel Bacquier, dir. Charles Mackerras - dal vivo Londra 1974 ed. OD
- Cecchele canta Verdi, dir. Maurizio Rinaldi, Cetra 1976
- Attila, con Jerome Hines, Gilda Cruz-Romo, Cornelis Opthof, dir. Imre Pallo - dal vivo Filadelfia 1978 ed. Gala
- Aroldo, con Montserrat Caballé, Juan Pons, dir. Eve Queler CBS 1979
- La Vestale, con Dunja Vejzovic, Gianfranco Sioli, Paola Romanò,  dir. Vjeloslav Sutej - dal vivo Spalato 1987 ed. Bongiovanni

## Cronologia
Nel 1965 canta in Norma a Parigi e ancora in Norma e Aida alla Scala e a Napoli, Aida e Cavalleria alle Terme di Caracalla, a Bilbao è Ernani e Gabriele Adorno in Simon Boccanegra a Parma e Oviedo. Il 18 marzo 1965 è Max Piccolomini nella novità assoluta nel Teatro dell'Opera di Roma di Wallenstein di Mario Zafred. Sempre a Roma nello stesso anno è anche protagonista di Don Carlo con la regia di Luchino Visconti e la direzione del M° Carlo Maria Giulini.
Nella stagione 1966/1967 canta Aida e Nabucco alla Scala, Cavalleria alla Scala e Chicago, Turandot e Tosca con Tito Gobbi nel Teatro dell'Opera di Roma, La forza del destino al Wiener Staatsoper, a Palermo e a Napoli. In questo teatro il tenore prese parte a sessantanove rappresentazioni, fino al 1991, interpretando anche: Andrea Chénier, Turiddu in Cavalleria rusticana, Don Carlo, Tabarro, Pinkerton in Madama Butterfly, Pollione in Norma, Canio nei Pagliacci, Gabriele Adorno in Simon Boccanegra e Calaf in Turandot di Giacomo Puccini.
Nel 1968 al Teatro alla Scala di Milano è Calaf in Turandot, Turiddu in Cavalleria Rusticana e Walter in Loreley di Catalani, inoltre canta Gioconda a Napoli con Renata Tebaldi, Alzira alla Carnegie Hall, Norma a Chicago, Aida a Verona, Fanciulla del West e Simon Boccanegra per la RAI.
Nel 1969 è Radames in Aida allo Sferisterio di Macerata, diretta da Franco Mannino con Luisa Maragliano, Adriana Lazzarini ed Aldo Protti e ancora in Aida a Roma.
Nel 1970 è ancora Turiddu in Cavalleria Rusticana alla Scala e Firenze, canta Tosca a Sao Paolo e Munchen, Aida a Caracalla e Munchen.
Nel 1971 è Cavaradossi nella Tosca con Tito Gobbi nel Teatro dell'Opera di Roma. Nei giorni 11, 14, 18 e 20 novembre 1971 canta S.Boccanegra di Verdi al Teatro Verdi (Trieste), Norma a Tokyo, Tosca a Bologna, Torre del Lago e Caracas, Cavalleria rusticana a Firenze.
Nel 1972 canta alla Scala in Radamès nella replica di "Aida" e Gabriele Adorno nella ripresa di "Simon Boccanegra", Tosca a Bologna e Montecarlo, Cavalleria e Aida a Roma, Aida a San Francisco, Tosca, Don Carlo, Cavalleria e Pagliacci a Vienna Staatsoper; partecipa inoltre allo sceneggiato RAI "Puccini" di Sandro Bolchi.
Il 28 gennaio 1973 è Turiddu nella ripresa di "Cavalleria rusticana" di Mascagni alla Salle Garnier del Théâtre du Casino di Montecarlo.
Il 23 febbraio 1973 è Turiddu in Cavalleria rusticana al Royal Opera House, Covent Garden di Londra; canta ancora Cavalleria e Aida alla Scala e vari ruoli a Vienna.
Nelle stagioni 1973/1974, 1974/1975, 1975/1976, 1979/1980, 1980/1981, 1984/1985 è Cavaradossi nella Tosca al Wiener Staatsoper.
Nelle stagioni 1974/1975, 1975/1976 e 1981/1982 è Alvaro al Wiener Staatsoper.
L'8 novembre 1974 è Mario Cavaradossi della Tosca al Royal Opera House, Covent Garden di Londra.
Il 19 e 24 febbraio 1976 è Turiddu in Cavalleria rusticana al Royal Opera House, Covent Garden di Londra.
Sempre nel 1976 è Calaf in Turandot al Teatro alla Scala di Milano.
Il 3, 6, 9, 12, 15 e 18 marzo 1977 è Dick Johnson in Fanciulla del west di Puccini al Teatro Verdi di Trieste. Nello stesso anno è Radames nell'Aida al War Memorial Opera House di San Francisco.
Il 26 gennaio, 5, 7 e 10 febbraio 1978 è Radamès nell'"Aida" al Teatro La Fenice di Venezia. 
Il 21, 23, 26 febbraio, 1 e 3 marzo 1978 è Il cavaliere Des Grieux nella Manon Lescaut al Teatro alla Fenice.
Il 29 novembre, il 5, 7, 9, 10 e 13 dicembre 1978 è Turiddu in Cavalleria Rusticana al Teatro Verdi di Trieste.
Il 25 gennaio 1979 è Calaf nella ripresa della Salle Garnier del Théâtre du Casino di Montecarlo di "Turandot". 
Il 9 novembre 1979 è Gabriele Adorno nella ripresa del Teatro Donizetti di Bergamo di "Simon Boccanegra".
Sempre nel 1979 è Pinkerton in Madama Butterfly al Teatro alla Scala di Milano.
Nel 1980 cantaTosca al Covent Garden di Londra e al Teatro alla Scala di Milano, Norma e Tosca a Vienna, Fanciulla del West a Torino, Simon Boccanegra a Caracalla, Turandot a Liegi a Dallas, Giovanna d'Arco a Parma, Modena e Ravenna.
Il 22 febbraio 1981 è Maurizio nella ripresa del Teatro Comunale di Firenze di "Adriana Lecouvreur" di Francesco Cilea.
Il 15, 17, 19, 21, 23, 25, 27 maggio ed il 13 giugno 1981 è Gabriele Adorno nella ripresa del Teatro alla Fenice di Venezia di "Simon Boccanegra" di Verdi.
Nella stagione 1981/1982 è Cavaradossi nella Tosca con Éva Marton al Teatro dell'Opera di Roma e canta 27 recite di Otello a Bonn, Nabucco a Macerata diretto da Francesco Molinari Pradelli con Nikola Gjuzelev e Renato Bruson e nel 1984 in Madama Butterfly con Yōko Watanabe ed Antonio Salvadori.
Nel 1983 è Des Grieux in Manon Lescaut a Cagliari, Luigi in Tabarro a Bari e Marsiglia, Otello a Oviedo, Pollione a Bordeaux.
Nel 1984 esegue Cavalleria e Pagliacci a Madrid, M. Butterfly a Macerata Opera Festival, Tosca all'Arena di Verona, Fanciulla del West a Lucca.
Nel 1985 canta in Tosca, Pagliacci e Cavalleria allo Staatsoper di Vienna, Trovatore a Denver-Colorado, Aida a New York e S.Antonio.
Nel 1986 canta Norma a N.York,  Aida a Denver, Tosca a Bologna, Don Carlo a Lecce, Adriana Lecouvreur in Messico e Buenos Aires, M. Butterfly tour in Sardegna del Teatro Lirico di Cagliari.
Nel 1987 canta in Aida a Verona e a Luxor, sempre con l'Arena di Verona, inoltre incide La Vestale di Mercadante a Spalato.
Nel 1988 canta Aida a Rio de Janeiro, Pagliacci a Denver e Taormina, Macbeth a Macerata, Simon Boccanegra a Vienna e Mantova,  Manon Lescaut a Nimes e Avignon
Nel 1989 canta in Tosca al Teatro alla Scala di Milano e a Salisburgo, Nabucco all'Arena di Verona, Norma a Taormina, Carmen a Mantova, Ernani a Sabbioneta.
Nel 1990 canta Andrea Chenier a Bordeaux, Cavalleria a Cagliari, Norma a Palm Beach.
Nel 1991 canta in Tabarro e Cavalleria a Cagliari, M. Butterfly a Vienna, Tosca a Zurigo, Nabucco a Verona, Norma a Trapani, Aida a Berlino.
Nel 1992 canta in Stabat Mater di Rossini ad Aquileia, Tosca a Pescara, Viterbo, Catania, Bassano e Torre del Lago.
Nel 1993 canta Loreley di Catalani al Filarmonico di Verona, Aida, La Wally di Catalani a Lucca, Livorno e Jesi, Tabarro e Cavalleria a Lucca
Nel 1994 canta Otello all'Arena di Szeged (Ungheria),Turandot a Mantova
Nel 1995 canta Aida all'Arena di Verona, Turandot a Tokyo e Tallin  (Estonia)
Nel 1996 canta Don Carlo a Praga e Budapest, Tosca a Zurigo, Aida a Taormina, Turandot a Vilnius (Lettonia)
Nel 1997 canta Trovatore al Bassano Opera Festival, Tosca e M. Butterfly a Riga (Estonia), Forza del destino a Padova
Nel 1998 canta Otello a Bari, Fiera del Levante, e Padova, Aida a Villa Pisani-Strà, Tosca a Lonigo e Adria
Nel 1999 canta Turandot a Chieti, Rieti, Viterbo e Pescara, Tosca a Fontanellato (PR), Norma al Bassano Opera Festival.
Nel 2001 canta Otello con Katia Ricciarelli al Bassano Opera Festival e Andrea Chenier a Mantova, dir. Alberto Veronesi.
Nel 2002 canta per l'inaugurazione del Campionato mondiale di calcio 2002 Coppa del Mondo FIFA World Cup Korea/Japan.
Nel 2004 canta Turandot al Coccia di Novara, quindi ancora Tosca, Tabarro e Pagliacci in Italia;
Nel 2006 l'ultima recita in teatro è Pagliacci, all'Opera di  Zagabria.
Rallenta quindi l'attività per problematiche di salute, dedicandosi all'insegnamento della tecnica vocale e cantando ancora in vari concerti fino al 2012.